# Berliet AD1
Der Berliet AD1 war ein nur als Chassis erhältliches PKW-Modell des Fahrzeugherstellers Berliet in Lyon aus dem Jahre 1910.

## Geschichte und Technik
Das Fahrzeug erhielt seine allgemeine Betriebserlaubnis  durch den örtlich und sachlich zuständigen Inspecteur des Mines im April 1910. Wie lange es gebaut wurde, ist den Akten nicht zu entnehmen, jedoch dürfte der aufgrund gleicher technischer Daten als Nachfolger anzusprechende Berliet AK den AD1 im Frühjahr 1911 in der Produktion abgelöst haben. Für Fahrzeuge dieses Typs wurden (zusammen mit dem Vorgänger Berliet BD1) die Chassisnummern 5101–6000 reserviert, sollten diese alle lückenlos vergeben worden sein, wären insgesamt 900 Berliet BD1 und AD1 gebaut worden.
Der Vierzylindermotor hatte eine Bohrung von 70 und einen Hub von 100 mm, also einen Hubraum von 1539 cm³. Steuerlich war das Auto mit 8 CV fiscaux eingestuft, die bei 1200/min. abgegebene effektive Leistung ist den Akten nicht zu entnehmen.
Das Getriebe hatte drei Vorwärtsgänge und einen Rückwärtsgang. Der Antrieb erfolgte über eine Kardanwelle auf die Hinterachse. Das Fahrzeug hatte Rechtslenkung.